# Starksia y-lineata
Starksia y-lineata is een straalvinnige vissensoort uit de familie van slijmvissen (Labrisomidae). De wetenschappelijke naam van de soort is voor het eerst geldig gepubliceerd in 1965 door Gilbert.